# Pasjača (montagne)
Pour les articles homonymes, voir Pasjača.
Le mont Pasjača (en serbe cyrillique : Пасјача) est une montagne du sud-est de la Serbie. Il culmine à 971 m d'altitude.

## Géographie
Le mont Pasjača est situé au sud de Prokuplje et au nord-ouest de Kuršumlija. Il est bordé par la rivière Toplica et par le mont Jastrebac au nord, par les monts Vidojevica et Sokolovica à l'ouest, par la dépression de la Pusta reka au sud et à l'est.